# أندريه بونا
أندريه بونا هو لاعب كرة قدم فرنسي، ولد في 19 يناير 1990 في مارسيليا في فرنسا. لعب مع نادي هاليفاكس واندرورز.

## وصلات خارجية
- أندريه بونا على موقع قاعدة بيانات كرة القدم.إي يو (الإنجليزية)
- أندريه بونا على موقع Soccerway.com (الإنجليزية)